# نيكرونوميكون (كتاب جايجر)
كان كتاب نيكرونوميكون (Necronomicon) أول مجموعة كبيرة منشورة من الصور للفنان السويسري هانز رودولف جايجر.
نُشر الكتاب في الأصل عام 1977، وأُهدي للمخرج الأمريكي ريدلي سكوت أثناء مرحلة ما قبل إنتاج فيلم فضائي، الذي تعاقد مع جايجر لاحقا لإنتاج الأعمال الفنية والتصميمات المفاهيمية للفيلم. تم نشر الكتاب في الأصل من دار نشر سفينكس وأعيد نشره في عام 1991 من دار نشر مورفيوس إنترناشونال مع أعمال فنية إضافية من تصميمات جايجر في فيلم فضائي. وتبع ذلك مجموعة لاحقة من صوره تحت عنوان (نيكرونوميكون 2) وطبعت في عام 1985 من دار نشر إديشن سي في سويسرا.
تم تسمية كتاب جايجرنيكرونوميكون على اسم كتاب نيكرونوميكون (العزيف) للكاتب الأمريكي هوارد لافكرافت، وهو كتاب خيالي ابتكره لا فكرافت واستخدمه كأداة مؤامرة في قصصه. كان كتاب نيكرونوميكون لجيجر مؤثرًا في تصميم لعبة الفيديو دوم لعام 1993، حيث ألهم صناع اللعبة لخلق بيئات مزعجة ووحوش جهنمية. 